# Rizal Nurdin

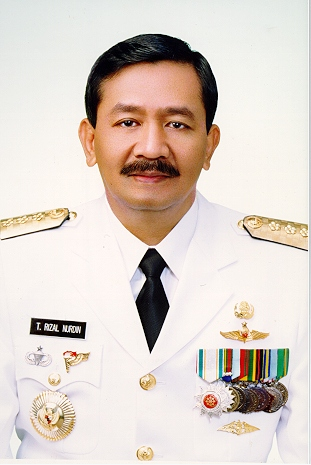
Rizal Nurdin

Rizal Nurdin, född 21 februari 1948, död 5 september 2005, var en indonesisk guvernör över Sumatera Utara. Han omkom i den svåra flygolyckan utanför den Indonesiska staden Medan, som krävde minst 131 passagerares liv, däribland även hans företrädare Raja Inal Siregar.